# Monteils (Aveyron)
Monteils település Franciaországban, Aveyron megyében. Lakosainak száma 469 fő (2022. január 1.). Monteils La Fouillade, Najac, La Rouquette, Sanvensa és Castanet községekkel határos.

## Népesség
A település népessége az elmúlt években az alábbi módon változott:
| Lakosok száma | 437  | 424  | 490  | 515  | 546  | 532  | 542  | 502  | 481  | 469  |
|               | 1968 | 1982 | 1990 | 2006 | 2013 | 2015 | 2017 | 2019 | 2020 | 2022 |